# 樋本淳
樋本 淳（ひもと じゅん、1964年4月5日 - ）は、日本の映画監督、映像作家、TVディレクター。日本映画監督協会会員。立教大学教授
妻は、フリーアナウンサーの山西康子。

## 経歴
1964年、埼玉県生まれ。麻布高等学校卒業。東京写真専門学校映画科中退。多摩美術大学美術学部芸術学科卒業。映像制作会社勤務を経て、フリーランスとなる。
1994年の中編『夢の続き』が、都内にてレイトショー公開。2000年に中編『火曜日のピーターラビット』を発表。2010年に長編ドキュメンタリー映画『クラシコ』が全国で公開。サッカー・ドキュメンタリー映画として異例のヒット作となる。2014年に、初の長編劇映画『サンセットドライブ』を発表。2015年に劇場公開。

## 監督作品
- 夢の続き（1994年）
1996年劇場公開
- 火曜日のピーターラビット（2000年）
- クラシコ（2010年）
2011年劇場公開
- サンセットドライブ（2014年）
2015年劇場公開